# Piloseriopus setigerus
Piloseriopus setigerus là một loài Rêu trong họ Hookeriaceae. Loài này được (Mitt.) Sharp mô tả khoa học đầu tiên năm 1986.